# Сборная ЮАР по футболу
Сборная ЮАР по футболу — национальная футбольная сборная, представляющая ЮАР на международных матчах по футболу. После установления в стране апартеида, ЮАР была отстранена от участия Кубке африканских наций и вернулась в него только в 1994 году. Уже в 1996 году футболисты ЮАР выиграли золото на Кубке африканских наций, спустя два года стали вторыми, а в 2000 году — третьими. В 1998 и 2002 году сборная ЮАР пробивалась на чемпионат мира по футболу. ЮАР принимала чемпионат мира по футболу 2010 года, это был первый турнир в истории Африки.

## Чемпионат мира
- 1930 — 1962 — не участвовала
- 1966 — 1990 — исключена по причине апартеида
- 1994 — не прошла квалификацию
- 1998 — групповой этап
- 2002 — групповой этап
- 2006 — не прошла квалификацию
- 2010 — групповой этап (х)
- 2014 — не прошла квалификацию
- 2018 — не прошла квалификацию
- 2022 — не прошла квалификацию

## Кубок конфедераций
- 1997 — групповой этап
- 2009 — 4 место (х)

## Кубок Африканских Наций
- 1957 — исключена по причине апартеида
- 1959 — 1992 — запрет на участие от КАФ
- 1994 — не прошла квалификацию
- 1996 — Чемпионы (х)
- 1998 — 2 место
- 2000 — 3 место
- 2002 — 1/4 финала
- 2004 — групповой этап
- 2006 — групповой этап
- 2008 — групповой этап
- 2010 — не прошла квалификацию
- 2012 — не прошла квалификацию
- 2013 — 1/4 финала (х)
- 2015 — групповой этап
- 2017 — не прошла квалификацию
- 2019 — 1/4 финала
- 2021 — не прошла квалификацию
- 2023 — 3 место

х — хозяин

## Тренеры
- 1992 — Стэнли Чабалала
- 1992 — Эфраим Машаба
- 1992—1994 — Аугусто Паласиос
- 1994—1997 — Клив Баркер
- 1998 — Джомо Соно
- 1998 — Филипп Труссье
- 1998—2000 — Тротт Молото
- 2000—2002 — Карлуш Кейрош
- 2002 — Джомо Соно
- 2002—2004 — Эфраим Машаба
- 2004 — Април Фумо
- 2004—2005 — Стюарт Бакстер
- 2005—2006 — Тед Думитру
- 2006 — Питсо Мотсимане
- 2007—2008 — Карлос Алберто Паррейра
- 2008—2009 — Жоэл Сантана
- 2009—2010 — Карлос Алберто Паррейра
- 2010—2012 — Питсо Мотсимане
- 2012 — Стив Комфела (и. о.)
- 2012—2014 — Гордон Айгесунд
- 2014—2016 — Эфраим Машаба
- 2017—2019 — Стюарт Бакстер
- 2019—2021 — Молефи Нтсеки

## Текущий состав
Следующие игроки были вызваны в состав сборной главным тренером Хуго Бросом для участия в матчах отборочного турнира Кубка африканских наций 2022 против сборной Зимбабве (11 ноября 2021) и сборной Ганы (14 ноября 2021).
Игры и голы приведены по состоянию на 14 ноября 2021 года:
|  | Вр  | Ронвен Уильямс       | 21 января 1992 (33 года)  | 24 | 0  | Суперспорт Юнайтед |  |  |
|  | Вр  | Вели Мотва           | 12 февраля 1991 (34 года) | 5  | 0  | АмаЗулу            |  |  |
|  | Вр  | Брюс Бвума           | 15 мая 1995 (30 лет)      | 3  | 0  | Кайзер Чифс        |  |  |
|  |     |                      |                           |    |    |                    |  |  |
|  | Защ | Сифисо Хланти        | 1 мая 1990 (35 лет)       | 23 | 0  | Кайзер Чифс        |  |  |
|  | Защ | Сиянда Ксулу         | 30 декабря 1991 (33 года) | 12 | 1  | Хапоэль Тель-Авив  |  |  |
|  | Защ | Рушин Де Реук        | 9 февраля 1996 (29 лет)   | 11 | 0  | Мамелоди Сандаунз  |  |  |
|  | Защ | Ньико Мобби          | 11 сентября 1994 (30 лет) | 10 | 0  | Секухуне Юнайтед   |  |  |
|  | Защ | Моса Лебуса          | 10 октября 1992 (32 года) | 6  | 0  | Мамелоди Сандаунз  |  |  |
|  | Защ | Терренс Машего       | 23 июня 1998 (27 лет)     | 4  | 0  | Кейптаун Сити      |  |  |
|  | Защ | Нджабуло Нгкобо      | 27 мая 1994 (31 год)      | 3  | 0  | Кайзер Чифс        |  |  |
|  | Защ | Тибанг Фете          | 4 апреля 1994 (31 год)    | 3  | 0  | Белененсеш         |  |  |
|  |     |                      |                           |    |    |                    |  |  |
|  | ПЗ  | Перси Тау            | 13 мая 1994 (31 год)      | 34 | 13 | Аль-Ахли Каир      |  |  |
|  | ПЗ  | Киган Долли          | 22 января 1993 (32 года)  | 21 | 3  | Кайзер Чифс        |  |  |
|  | ПЗ  | Тебохо Мокоэна       | 24 января 1997 (28 лет)   | 14 | 3  | Суперспорт Юнайтед |  |  |
|  | ПЗ  | Мотхоби Мвала        | 14 июня 1994 (31 год)     | 9  | 1  | Мамелоди Сандаунз  |  |  |
|  | ПЗ  | Итан Брукс           | 1 марта 2001 (24 года)    | 8  | 0  | ТС Гэлакси         |  |  |
|  | ПЗ  | Юсуф Маарт           | 17 июля 1995 (29 лет)     | 6  | 1  | Секухуне Юнайтед   |  |  |
|  | ПЗ  | Эвиденс Макгопа      | 5 июня 2000 (25 лет)      | 5  | 3  | Барока             |  |  |
|  | ПЗ  | Табани Зуке          | 11 сентября 1998 (26 лет) | 2  | 0  | Голден Эрроуз      |  |  |
|  | ПЗ  | Нджабуло Блом        | 11 декабря 1999 (25 лет)  | 1  | 0  | Кайзер Чифс        |  |  |
|  | ПЗ  | Мдудузи Мданцане     | 13 декабря 1994 (30 лет)  | 1  | 0  | Кейптаун Сити      |  |  |
|  | ПЗ  | Гудман Моселе        | 18 ноября 1999 (25 лет)   | 0  | 0  | Орландо Пайретс    |  |  |
|  |     |                      |                           |    |    |                    |  |  |
|  | Нап | Виктор Летсоало      | 1 апреля 1993 (32 года)   | 7  | 4  | Роял АМ            |  |  |
|  | Нап | Бонгокухле Хлонгване | 20 июня 2000 (25 лет)     | 6  | 2  | Миннесота Юнайтед  |  |  |
|  | Нап | Табисо Кутумела      | 2 июля 1993 (32 года)     | 5  | 2  | Мамелоди Сандаунз  |  |  |
|  | Нап | Фагри Лакай          | 31 мая 1997 (28 лет)      | 3  | 0  | Кейптаун Сити      |  |  |
|  | Нап | Тшегофацо Мабасо     | 1 октября 1996 (28 лет)   | 1  | 0  | Орландо Пайретс    |  |  |

## Форма

### Домашняя
| ЧМ-1998 | ЧМ-2002 | КК-2009 | ЧМ-2010 | 2011 | КАН-2013 | КАН-2015 | КАН-2019 | 2020 | 2023 |

### Гостевая
| 1998 | ЧМ-2002 | КК-2009 | 2010 | 2011 | 2013 | 2015 | КАН-2019 | 2020 | 2023 |

### Резервная
| 2002 | 2020 | 2023 |

Источники:,